# اعزيب عيشة رحو (بني عمار)
اعزيب عيشة رحو هو دُوَّار يقع بجماعة نزالة بني عمار، عمالة مكناس، جهة فاس مكناس في المملكة المغربية. ينتمي الدوّار لمشيخة بني عمار التي تضم 6 دواوير. يقدر عدد سكانه بـ 28 نسمة حسب الإحصاء الرسمي للسكان والسكنى لسنة 2004.

## روابط خارجية
- البوابة الوطنية للجماعات الترابية
- المندوبية السامية للتخطيط